# Renoise
Renoise es una estación de trabajo de audio digital (digital audio workstation o DAW) basada en la herencia y el desarrollo de los softwares de estilo tracker. Su uso principal es la composición de música usando sampling, sintetizadores de software y complementos de efectos tipo VST. También es capaz de interactuar con interfaces MIDI y OSC. La principal diferencia entre Renoise y otros softwares de música es su característico secuenciador de línea de tiempo vertical utilizado por el sistema clásico de tracking de la "vieja escuela" (old school tracking scene style).

## Historia
Renoise se basó originalmente en el código de otro tracker llamado NoiseTrekker, creado por Juan Antonio Arguelles Rius (Arguru). El proyecto Renoise fue iniciado por Eduard Müller (Taktik) y Zvonko Tesic (Phazze) durante diciembre de 2000. El equipo de desarrollo planeó llevar el software de tracking a un nuevo estándar de calidad, permitiendo a los compositores de la tracker scene hacer audio de la misma calidad que otros paquetes profesionales existentes, manteniendo el diseño y estilo que se originó con Soundtracker en 1987. La versión 1.0 fue lanzada en junio de 2002. Con los años, el equipo de desarrollo ha crecido para distribuir las tareas de pruebas, administración, soporte y desarrollo entre varias personas.

## Características
Renoise actualmente se ejecuta en las versiones más  recientes de Windows (DirectSound o ASIO), Mac OS X (Core Audio) y Linux (ALSA o JACK). Renoise tiene soporte completo para sincronización MIDI, soporte para plugins VST 2.0, soporte para tarjetas ASIO multi I/O, sampler integrado y editor de samples, efectos DSP internos en tiempo real con un número ilimitado de efectos por track, master y sistema de send tracks, automatización completa de todos los comandos, renderizado wav/aiff de alta fidelidad (hasta 32 bits a 96 kHz), soporte de rewire, etc. 
Formatos de muestra (samples de audio) compatibles:
WAV, AIFF, FLAC, Ogg, MP3, CAF
Estándares de efectos compatibles:
VSTi, AU, LADSPA, DSSI
Renoise también cuenta con un seguidor de señal y enrutamiento entre pistas. El seguidor de señal analiza la salida de audio de una pista y automatiza los parámetros especificados por el usuario en función de los valores que genera. El enrutamiento entre pistas envía la automatización de cualquier Meta Device a cualquier track. La revista Computer Music consideró la combinación de estas dos características para "abrir algunas posibilidades de control increíblemente poderosas", y demostró cómo la señal activada por un bucle de batería podría controlar la frecuencia de corte del filtro en un sonido de bajo. 
Renoise incluye una herramienta de organización llamada "pattern matrix" (matriz de patrones), enrutamiento de modulación de vía cruzada completa, efectos incorporados que incluyen un metadispositivo de tracking de señal que permite la funcionalidad de cadena lateral, representación automática de instrumentos de softsynth a sample y mapeo MIDI mejorado.

## Versiones
Renoise está disponible tando en versión demo como comercial. La versión demo excluye la compatibilidad con WAV, el soporte ASIO en Windows (solo DirectSound) y algunas otras características. Además, la versión demo tiene avisos de limitación (que advierten que la versión que se ejecuta es una versión de prueba). La versión comercial incluye renderizado WAV de alta calidad. 

## Desarrollo
Con la introducción de las secuencias de comandos Lua en la versión 2.6, los usuarios pueden expandir Renoise. Además se anima a los productores a compartir su trabajo en la página web oficial de Renoise Tools.

### Formato de archivo XRNS
El formato de archivo XRNS es nativo de Renoise. Se basa en el estándar XML y es legible en un editor de texto normal. Este formato de archivo abierto basado en XML también hace posible que cualquiera pueda desarrollar aplicaciones de terceros y otros sistemas para manipular el contenido del archivo. 

### Herramientas de terceros
En su desarrollo se estableció un proyecto para crear utilidades de scripts PHP para tareas de edición avanzadas a través de SourceForge bajo el nombre de proyecto XRNS-PHP. 
En agosto de 2007, Bantai, miembro del equipo de Renoise, publicó un script de conversión XRNS2MIDI, el cual permite a los usuarios de Renoise, a través de una interfaz externa, convertir canciones nativas en archivos MIDI regulares (.mid) y, por lo tanto, exportar su trabajo para su uso en DAWs convencionales de piano-roll como FL Studio, Cubase o Reason.
Desde la versión 2.6, es posible ampliar las capacidades de Renoise escribiendo complementos en el lenguaje de programación Lua . Se ha creado un mini sitio de herramientas específicas para recopilar estas aplicaciones. Casi todos los aspectos del programa, excepto la manipulación de datos de audio en tiempo real, se pueden programar utilizando la API nativa de Lua. 